# Itsaspe

La playa Itsaspe está situada entre Toil Putzua y Usarrandiko-gabarlekua en el municipio guipuzcoano de Deva, País Vasco (España). Está formada por canto rodado y piedra procedente de los acantilados.